# Station Saint-Martory
Station Saint-Martory is een spoorwegstation in de Franse gemeente Saint-Martory.